# St. Liborius (Gröningen)

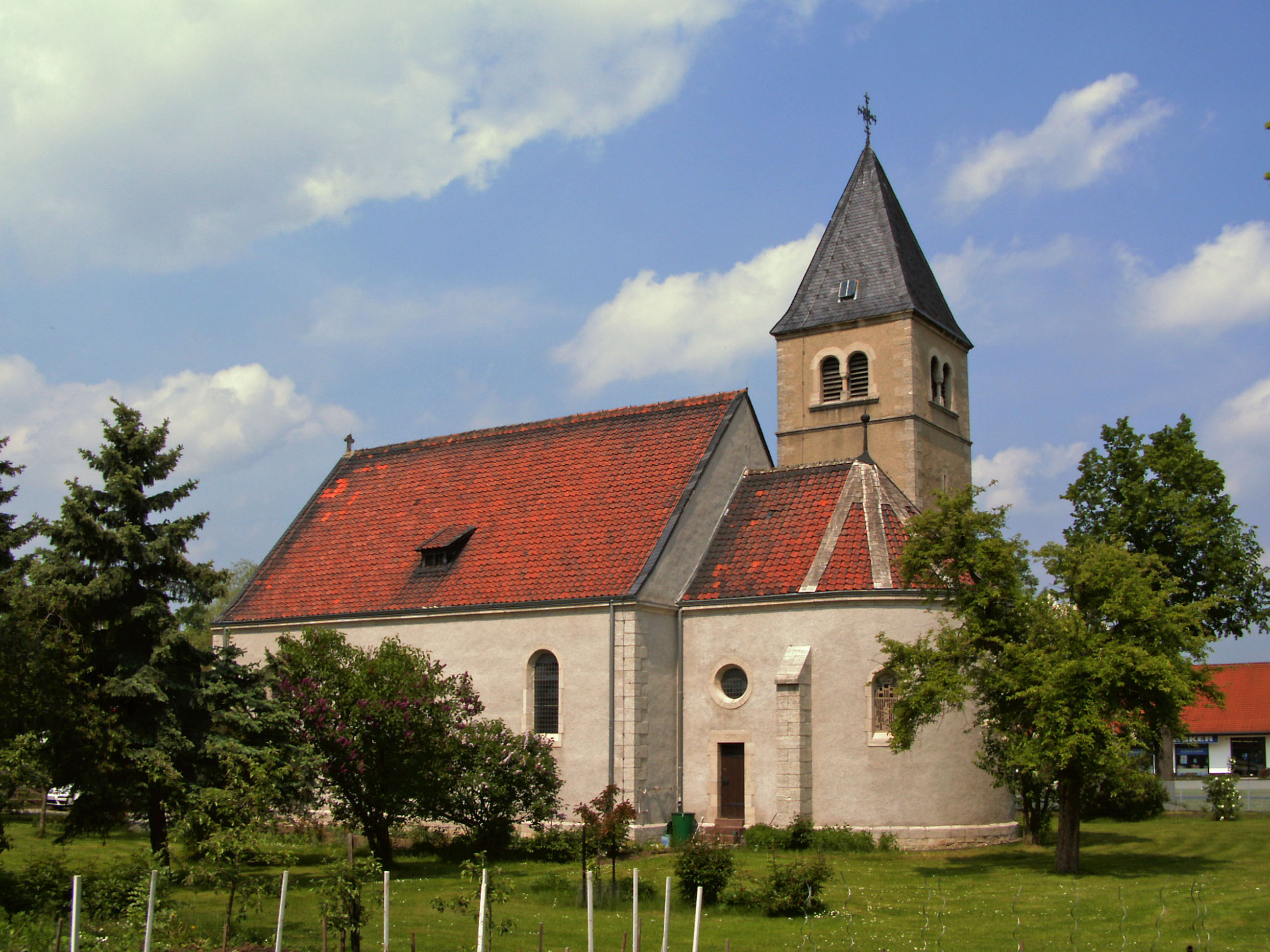
St.-Liborius-Kirche

Die Kirche Sankt Liborius ist die römisch-katholische Kirche in Gröningen, einer Stadt im Landkreis Börde in Sachsen-Anhalt. Die nach dem heiligen Liborius benannte Kirche gehört zur Pfarrei St. Burchard mit Sitz in Halberstadt, im Dekanat Halberstadt des Bistums Magdeburg. Das Gebäude steht als Baudenkmal unter der Erfassungsnummer 094 55737 unter Denkmalschutz.

## Geschichte
1544 wurden die Bevölkerung und die Kirchen von Gröningen, das damals zum Bistum Halberstadt gehörte, durch die Reformation protestantisch.
In der zweiten Hälfte des 19. Jahrhunderts siedelten sich in Gröningen infolge der 1864 errichteten Zuckerfabrik Wiersdorff, Hecker & Co wieder Katholiken in größerer Zahl an. Sie gehörten zunächst zur Pfarrei Adersleben.
Nachdem 1887 bereits wieder 281 Katholiken in Gröningen wohnten begann 1888 katholischer Religionsunterricht in Gröningen, der durch Kaplan Franz Thomas aus Adersleben erteilt wurde. Vom 14. Mai 1893 an werden in Gröningen wieder Heilige Messen gefeiert.
Im November 1900 verlegte Kaplan Freitag aus Adersleben seinen Wohnsitz nach Gröningen, womit in Gröningen eine katholische Kirchengemeinde gegründet wurde. Das war die erste Neugründung einer Kirchengemeinde unter Bischof Wilhelm Schneider. Die Gottesdienste fanden in einem Saal der Gastwirtschaft Rosenthal (heute Gemeindehaus zum Bodestrand) statt. Am 1. Oktober 1902 wurde das neuerbaute Pfarrhaus eingeweiht.
Am 13. Januar 1905 fand die Grundsteinlegung für den Kirchenbau durch Dechant von Hüllen statt, am 23. September 1905 folgte das Richtfest. Am 29. April 1906 weihte Franz Schauerte, Bischöflicher Kommissar in Magdeburg, die Kirche ein. Das neue Gotteshaus bekam nach dem heiligen Liborius, dem Patron des Paderborner Domes und des Bistums Paderborn, zu dem Gröningen damals gehörte, die Bezeichnung St. Libori-Sühne-Kirche. Dies geschah als Sühne für die Tat des in Gröningen geborenen Christian von Braunschweig-Wolfenbüttel, der 1622 in Paderborn den Schrein mit den Reliquien des heiligen Liborius raubte, zerstörte und aus dessen Edelmetallen Münzen mit seinem Porträt prägen ließ.
Die bischöfliche Konsekration folgte am 30. Juni 1908 durch Augustinus Gockel, Weihbischof des Bistums Paderborn. In den Altar wurden Reliquien der Märtyrer Beatrix und Eoban eingelassen.
1922 erfolgt die Erhebung der Kirchengemeinde Gröningen zur Pfarrvikarie mit eigener Vermögensverwaltung. Zur Pfarrvikarie kamen neben Gröningen auch die Ortschaften Dalldorf, Deesdorf, Emersleben, Kloster Gröningen, Heynburg und Nienhagen.
1926 wurde in Gröningen eine katholische Schule gegründet, die zunächst im Pfarrhaus untergebracht war, aber schon 1927 einen Neubau erhielt. Im Nationalsozialismus wurde die Schule 1940 durch die politischen Machthaber geschlossen.
1950 wurde in der Kirche das Altarretabel entfernt und durch ein Kruzifix ersetzt. 1951 bekam die Kirche einen neuen Kreuzweg und eine Marienstatue, 1952 auch eine Herz-Jesu-Statue.
Am 1. April 1954 wurde die Pfarrvikarie Gröningen zur selbstständigen Pfarrei erhoben, ihr erster Pfarrer war Theodor Schmidt. Am Pfingstmontag 1956 erfolgte die Einweihung einer ersten Orgel, 1959 bekam die Kirche eine Heizung. Von 1972 bis 1974 fanden Umgestaltungen in Inneren der Kirche statt. Die Kommunionbank wurde entfernt, ein neuer Taufstein aufgestellt, eine neue Orgel eingeweiht und am 17. November 1974 durch Bischof Johannes Braun ein neuer Altar geweiht.
2006 wurde der Gemeindeverbund Halberstadt – Adersleben – Gröningen gegründet, zu dem von da an die Pfarrei Gröningen gehörte. Damals gehörten zur Pfarrei Gröningen rund 320 Katholiken.
Am 18. Oktober 2009 entstand aus dem Gemeindeverbund Halberstadt – Adersleben – Gröningen die heutige Pfarrei St. Burchard in Halberstadt, zu der neben der St.-Liborius-Kirche in Gröningen auch die Kirchen St. Andreas und St. Katharina und Barbara in Halberstadt sowie die St.-Nikolaus-Kirche in Adersleben gehören. Die Pfarrei Gröningen wurde in diesem Zusammenhang aufgelöst.

## Architektur
Die geostete Kirche steht auf dem Grundstück Magdeburger Straße 6. Das Gotteshaus ist ein einschiffiger, verputzter Bau mit einer halbrunden Apsis. Der Turm, in dem zwei Glocken hängen, ist an der Nordseite im Osten der Kirche an Apsis und Kirchenschiff angefügt.
Die drei Buntglasfenster in der Apsis wurden 1974 von Christof Grüger geschaffen. Der Altarraum wird von einem Hängekreuz dominiert.

## Orgel
Die Orgel eines unbekannten Orgelbauers wurde gebraucht erworben und 1974 von der Firma Löbling aus Erfurt in der St.-Liborius-Kirche wieder aufgestellt. Am 26. Mai 1974 erfolgte die Wiedereinweihung der Orgel in Gröningen. 1996/1997 wurden die Register Principal 4′ und die Mixtur fast vollständig ersetzt. Das Instrument verfügt über sieben Register auf einem Manual und Pedal.
| I Manual C–g3 |             |       |
| 1.            | Holzgedackt | 8′    |
| 2.            | Principal   | 4′    |
| 3.            | Rohrflöte   | 4′    |
| 4.            | Schwiegel   | 2′    |
| 5.            | Quinte      | 1 ⁄3′ |
| 6.            | Mixtur III  |       |

| Pedal C–f1 |        |     |
| 7.         | Subbaß | 16′ |

- Koppel: I/P